# Semaine 19
D'après la norme ISO 8601, une semaine débute un lundi et s'achève un dimanche, et une semaine dépend d'une année lorsqu'elle place une majorité de ses sept jours dans l'année en question, soit au moins quatre. Dès lors, la semaine 19 est la semaine du dix-neuvième jeudi de l'année. Elle suit la semaine 18 et précède la semaine 20 de la même année.
La semaine 19 est pratiquement toujours la semaine du 10 mai, sauf exceptionnellement, dans le cas d'une année bissextile commençant un jeudi.
Elle commence au plus tôt le 3 mai et au plus tard le 10 mai.
Elle se termine au plus tôt le 9 mai et au plus tard le 16 mai.

## Notations normalisées
La semaine 19 dans son ensemble est notée sous la forme W19 pour abréger.
| Jour de la semaine 19 | Notation |
| --------------------- | -------- |
| Lundi                 | W19-1    |
| Mardi                 | W19-2    |
| Mercredi              | W19-3    |
| Jeudi                 | W19-4    |
| Vendredi              | W19-5    |
| Samedi                | W19-6    |
| Dimanche              | W19-7    |

## Cas de figure
| Cas | Le 31 décembre est… | L'année est une année… | Le dix-neuvième jeudi de l'année tombe… | La semaine 19 débute… | La semaine 19 s'achève… | Premier cas après 2008 |
| --- | ------------------- | ---------------------- | --------------------------------------- | --------------------- | ----------------------- | ---------------------- |
| 0   | Un vendredi         | bissextile DC          | Le 6 mai                                | Le lundi 3 mai        | Le dimanche 9 mai       | 2032                   |
| 1   | Un jeudi            | D ou ED                | Le 7 mai                                | Le lundi 4 mai        | Le dimanche 10 mai      | 2009                   |
| 2   | Un mercredi         | E ou FE                | Le 8 mai                                | Le lundi 5 mai        | Le dimanche 11 mai      | 2014                   |
| 3   | Un mardi            | F ou GF                | Le 9 mai                                | Le lundi 6 mai        | Le dimanche 12 mai      | 2013                   |
| 4   | Un lundi            | G ou AG                | Le 10 mai                               | Le lundi 7 mai        | Le dimanche 13 mai      | 2018                   |
| 5   | Un dimanche         | A ou BA                | Le 11 mai                               | Le lundi 8 mai        | Le dimanche 14 mai      | 2017                   |
| 6   | Un samedi           | B ou CB                | Le 12 mai                               | Le lundi 9 mai        | Le dimanche 15 mai      | 2011                   |
| 7   | Un vendredi         | C                      | Le 13 mai                               | Le lundi 10 mai       | Le dimanche 16 mai      | 2010                   |

1. 1 2 3  Dans ce cas, l'année compte une semaine 53.